# Rudry

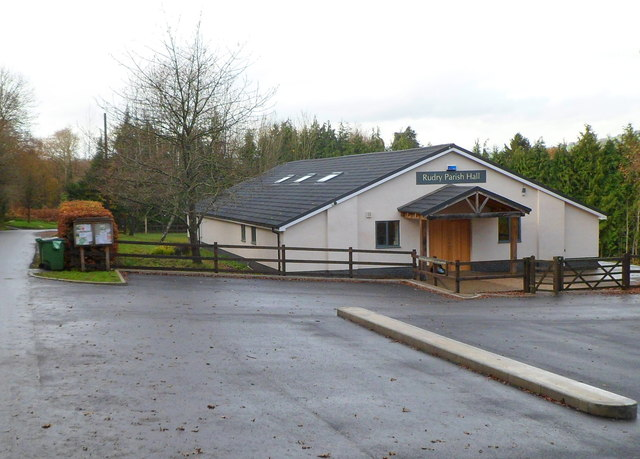
La salle communale.

Rudry (gallois : Rhydri) est un petit village et une communauté galloise situés à l'est de Caerphilly au Pays de Galles, en Angleterre. 
La communauté comprend non seulement le village de Rudry mais aussi les villages de Draethen, Garth et Waterloo.
Au recensement de 2011, la population de la communauté  était de 1 053 habitants
Le village est particulièrement rural, entouré de bois avec des promenades le long de la Rhymney Valley Ridgeway Walk. 
Son attraction principale est un pub, le Maen llwyd Inn. Un autre pub, The Griffin, était situé près de l'église locale. 
Oliver Cromwell se serait réfugié dans l'église St James bâtie au XIIIe siècle. [citation nécessaire]
La communauté était autrefois desservie par deux petites gares ferroviaires : Waterloo Halt et Fountain Bridge Halt. Toutes deux ont fermé en 1956.

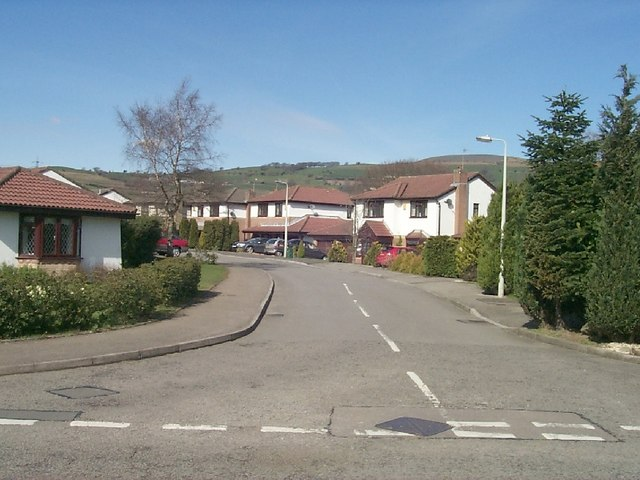
Rudry Close.
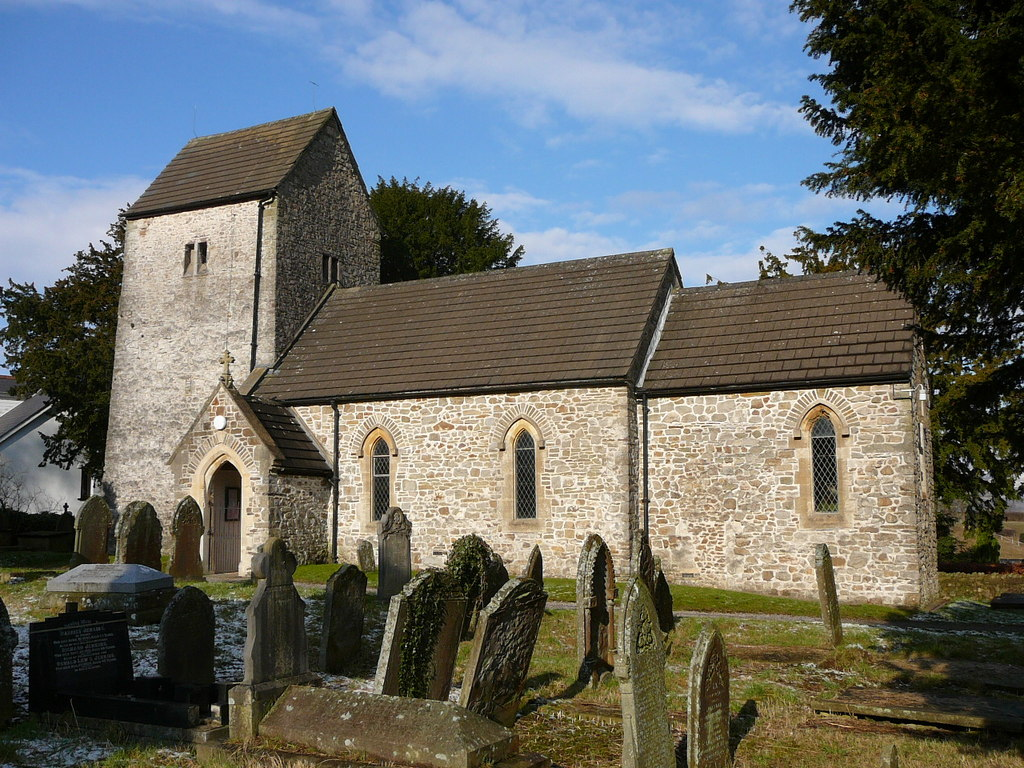
L'église Saint-James.